# Nosni polip
Nosni polipi ali nazalni polipi (NP) so nerakave rašče v nosu ali obnosnih votlinah. Simptomi vključujejo težave pri dihanju skozi nos, izgubo voha, zmanjšan okus, postnazalni izcedek in izcedek iz nosu. Rašče so vrečaste, premakljive in neobčutljive. Pri obolelih se običajno pojavljajo v obeh nosnicah. Občasno se lahko pojavi bolečina obraza. Med zapleti je tudi  sinuzitis.
Točen vzrok polipov je včasih nejasen. Pogosto se pojavljajo pri ljudeh z alergijami, cistično fibrozo, preobčutljivostjo na aspirin in nekaterimi okužbami. Gre za razraščanje sluznice. Diagnozo je mogoče postaviti z ogledom nosu, pri načrtovanju zdravljenja pa je v pomoč CT-slikanje.
Polipe običajno zdravijo s steroidi, pogosto v obliki nosnega spreja. Če to ni učinkovito, pride v poštev operativno zdravljenje. Po operaciji se stanje lahko ponovi. Simptomatsko lahko pomagajo antihistaminiki. Antibiotiki so potrebni le ob dodatni bakterijski okužbi. Nosne polipe ima v danem trenutku 4 % ljudi, pri do 40 % ljudi pa se pojavijo vsaj enkrat v življenju. Najpogosteje se pojavijo po 20. letu in so pogostejši pri moških kot pri ženskah.